# آوجی‌پیناری (صائم بی‌لی)
آوجی‌پیناری (به ترکی استانبولی: Avcıpınarı) یک منطقهٔ مسکونی در ترکیه است که در صائم‌بیلی واقع شده‌است.